# Manfred Eichhorn (Maler)

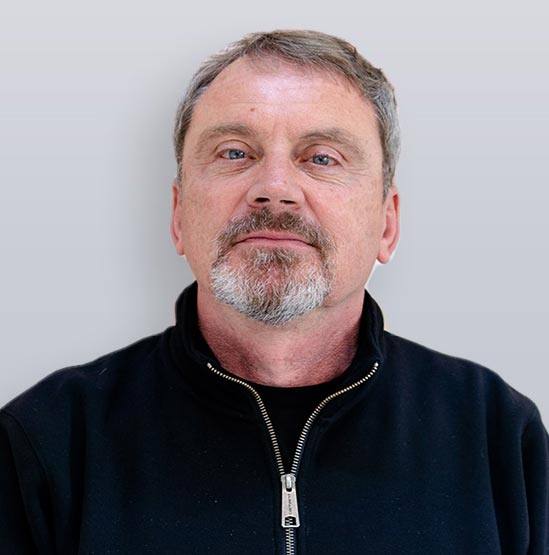
Manfred Eichhorn

Manfred Eichhorn (* 1961 in Heide) ist ein deutscher Maler und Grafiker.

## Wirken
Nach der Schule nahm Manfred Eichhorn ein Studium an der HfBK in Hamburg bei Bernd Koberling auf. Mit einem Diplom in Freie Kunst schloss er das Studium ab. Danach arbeitete Eichhorn frei und stellt seine Bilder in zahlreichen Einzel- und Gruppenarbeiten aus.
Eichhorn lebt und arbeitet in Hamburg.

## Werk
Manfred Eichhorns bizarre Gebilde sind in Bewegung begriffen. Sie stehen auf der Grenze von Natur und Architektur, irgendwo zwischen bionischen Bauten und Meeresgetier, das im Dunkel der Tiefsee geheimnisvoll glimmt. Die transitorischen Formen sind im doppelten Sinne bewegt: Zum einen wandern sie wie Medusen durch Kontraktionen von einem Punkt zum anderen, zum anderen wandeln sie sich durch Verformungen von einer Gestalt zur nächsten.
Rhythmische Wiederholungen gehören ebenfalls zu seinem Repertoire. Aus stereotypen Pinselstrichen und Farbklecksen mit verschiedenen Farben und Konsistenzen der Farbmassen entstehen Gebilde, die an Lebewesen erinnern, welche in Form von Schwärmen in bestimmten Konstellationen auftreten. Diese künstlerische Modalität ist auch auf den Zeichnungen, die rechts neben den Videostills ausgestellt sind, zu beobachten. Formationen, die sich auch beim Flug von Kranichen oder Gänsen zeigen Schwärme, die Metakörper bilden. Welche klarer definierten Formen sich daraus entwickeln können, lässt eine Bildfolge erahnen, in der drei verschiedene Kreisformen auf dunklem Grund in ein Verhältnis zueinander gesetzt wurden.

## Publikationen
- Schwarzbass zwei, Brunsbüttel: Stadtgalerie im Elbeforum, 2015
- Das Aquarium-Prinzip, Galerie-W, Hamburg, 2017, ISBN 978-3-00-055956-3

## Ausstellungen (Auswahl)

### Einzelausstellungen
- 1992: Foto, Galerie Daniela Bar, Hamburg
- 1992: Nachrichten, Schaufenster Hamburg
- 1995: Eichhornarbeit, Peking Kunstausstellung, Berlin
- 1997: Eichhornbilder, Handlung, Hamburg
- 2000: Eichhornzeichnungen, Kunstverein 88, Hamburg
- 2005: Dorvnum Groda – der belebten Natur gehörend, Galerie Jurascheck, Winsen
- 2008: mafraktope, Galerie Walden, Berlin
- 2009: Invasoren, Galerie Neues Problem, Berlin
- 2010: post_organisch, Künstlerhaus, Hamburg
- 2014: Werum IT Solutions AG, Lüneburg
- 2017: Das Aquarium-Prinzip, Galerie W, Hamburg
- 2020: Gefüge unserer Welt, Einstellungsraum, Hamburg

### Gruppenausstellungen
- 1987: Schuhe die uns tragen –  Bilder die wir sehen, Kutscherhaus Berlin
- 1987: 5. Ausstellung der Jürgen-Ponto-Stiftung, Kunstverein Frankfurt, Kunstverein Hamburg
- 1990: Forum junger Kunst, Kunsthalle Kiel, Schloss Wolfsburg
- 1999: Surreale, Galerie Walden, Berlin
- 2005: If Fait Beau, St. Anne, Montpellier, Frankreich
- 2009: Nichts außer Zeichnungen, Walden Kunstausstellungen im Rondeel Art Space, Maastricht, Niederlande
- 2011: Schwarzbass, Westwerk, Hamburg, mit Ralf Jurszo
- 2011: Hanseatische Gesellschaft für Wasserfarbenmalerei, Galerie Stelle A., Berlin
- 2012: Sterne, Galerie Walden 3, Berlin
- 2013: Nichts außer Zeichnungen Vol. 5, Berlin
- 2014: Vier Hanseaten, Galerie Stella A., Berlin
- 2015: Schwarzbass Zwei, Stadtgalerie Brunsbüttel
- 2016: artadvisors, Hamburg
- 2017: Hanseatische Gesellschaft für Wasserfarbenmalerei, altonale, Hamburg
- 2018: Last Minute, Frise, Hamburg,
- 2018: ALLES, Studio im Hochhaus, Berlin
- 2019: Hanseatische Gesellschaft für Wasserfarbenmalerei, Galerie W, Hamburg
- 2020: Alles fließt” 10 Jahre HGfW, Westwerk, Hamburg
- 2021: Isola, Galerie Hengevoss-Dürkop, Hamburg
- 2021: Sammlung Carmen Oberst, Photo.Kunst.Raum, Hamburg
- 2022: Extern-Martini Klinik, Galerie Hengevoss-Dürkop, Hamburg
- 2022: Luzide Loops, Galerie W, Hamburg
- 2022: ARTvent, Galerie Hengevoss-Dürkop, Hamburg